# Obory

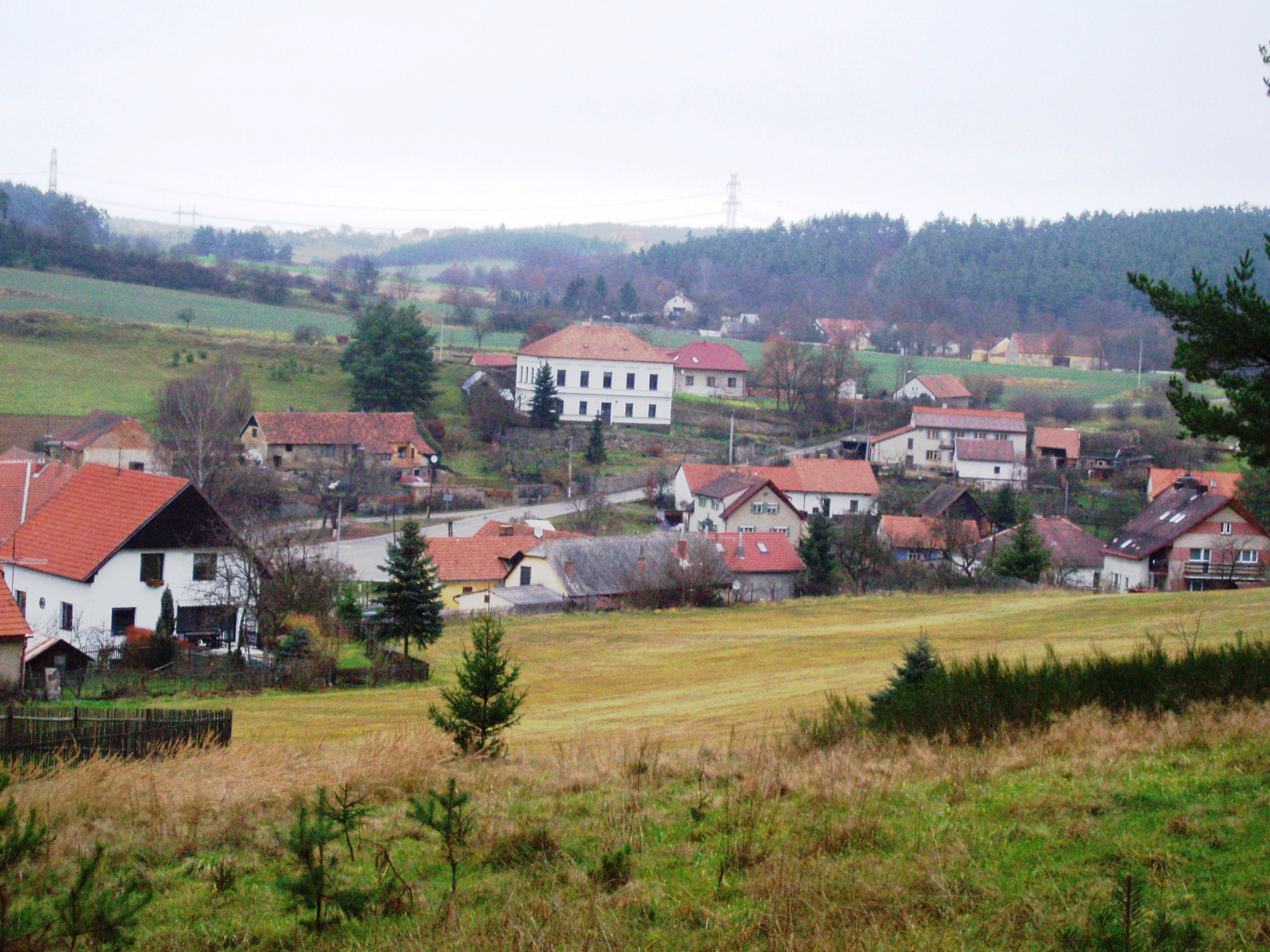
Ortsansicht

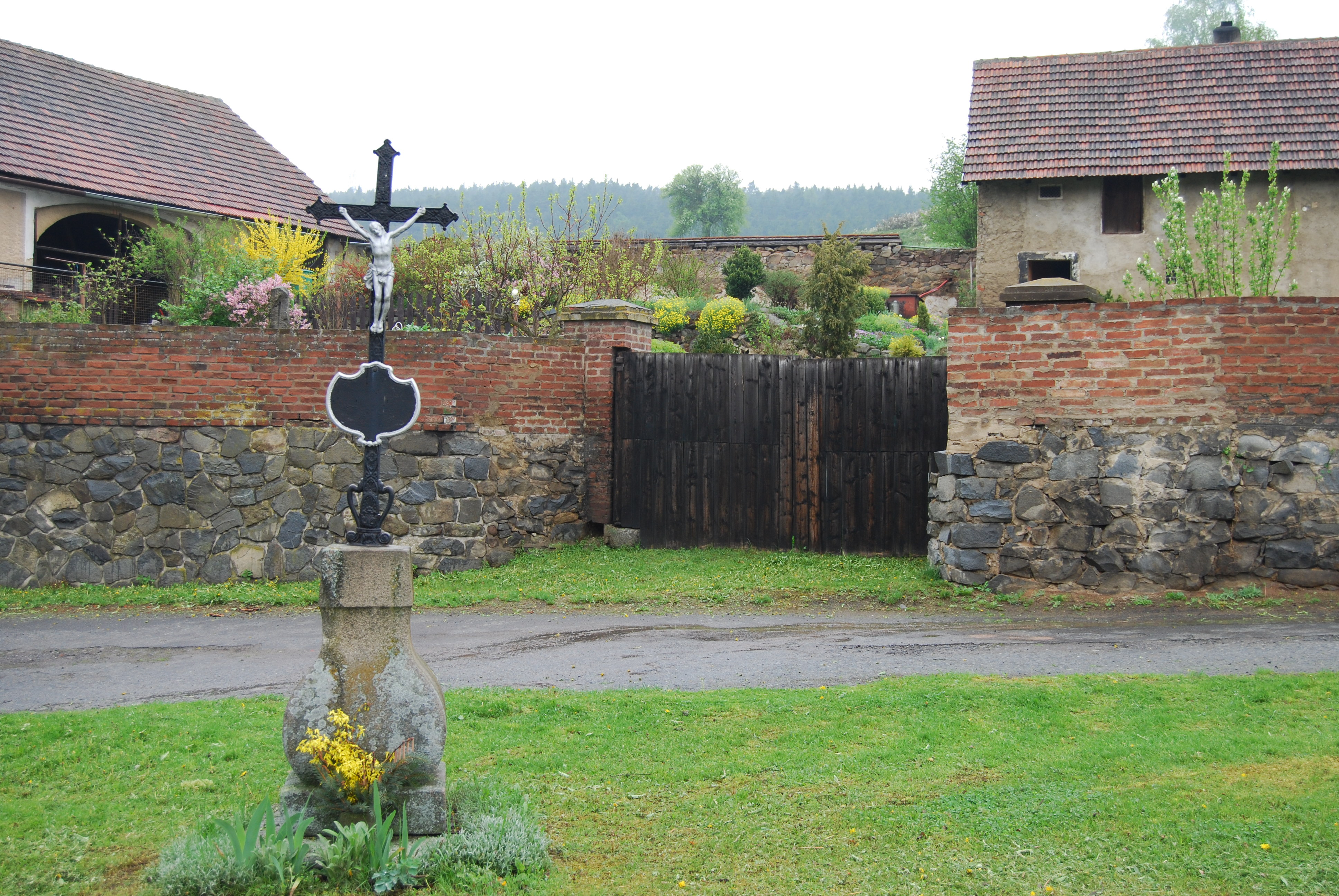
Wegkreuz

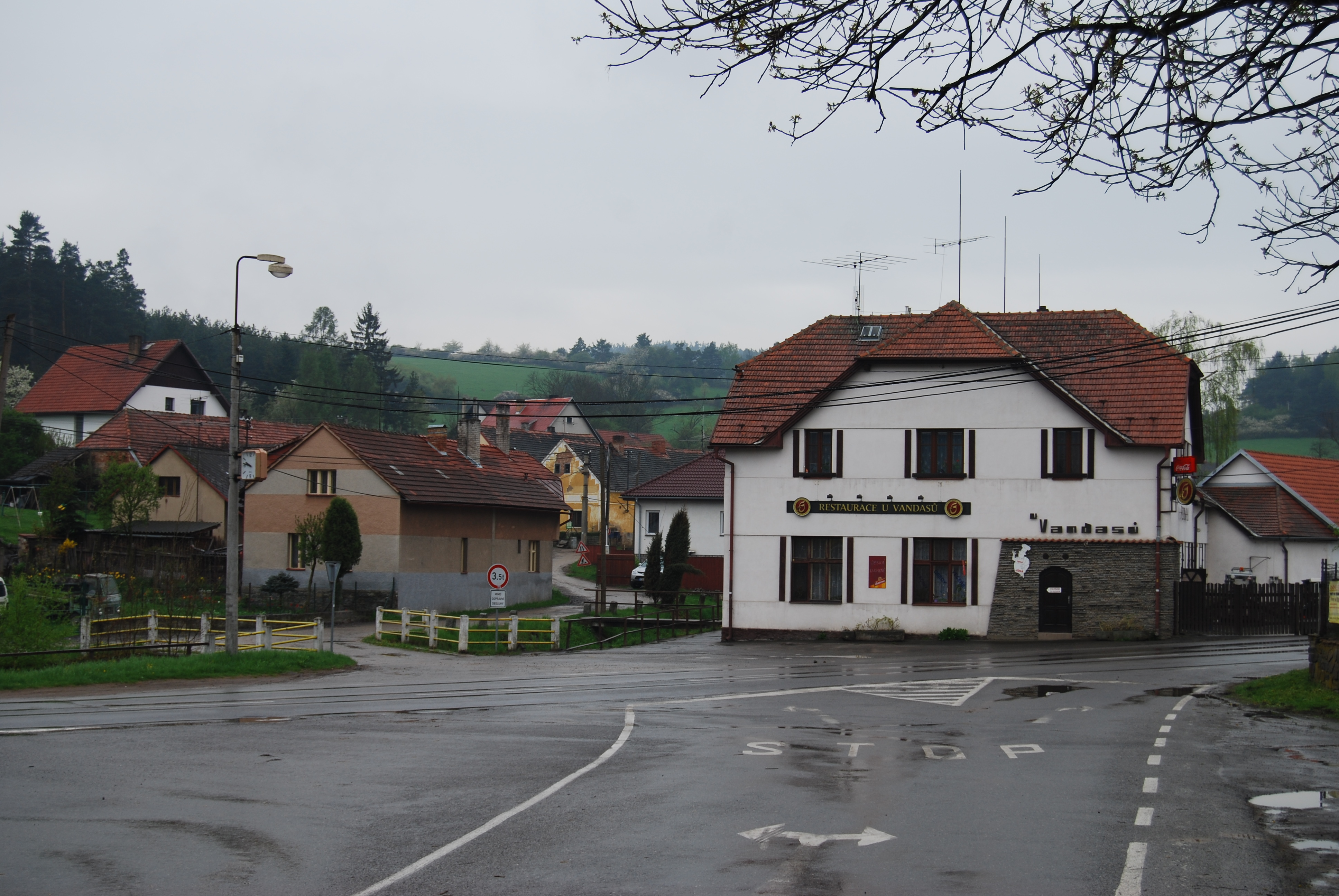
Dorfplatz

Obory (deutsch Wobor) ist eine Gemeinde in Tschechien. Sie liegt 15 Kilometer östlich des Stadtzentrums von Příbram und gehört zum Okres Příbram.

## Geographie
Obory befindet sich in der Dobříšská pahorkatina (Dobrischer Hügelland). Das Dorf liegt unterhalb der Einmündung des Baches Strupina im Tal des Jindrovský potok. Nördlich erhebt sich der Ouchody (442 m n. m.), im Südosten der V Rovinách (451 m n. m.) und die Velká hora (456 m n. m.), südlich die Bohatá hora (480 m n. m.), im Südwesten der Chlum (484 m n. m.) sowie westlich die Hromádky (465 m n. m.). In Obory kreuzt sich die Staatsstraße I/18 zwischen Příbram und Sedlčany mit der Staatsstraße II/102 zwischen Chotilsko und Kamýk nad Vltavou. 
Nachbarorte sind Skalice, Bělohrad und Strupina im Norden, Nečín und Jablonce im Nordosten, Vrchy, Na Jindrově und Vestec im Osten, Na Sedlích, Velká und Vápenice im Südwesten, Na Závisti, Dolní Třtí, Horní Třtí, Jalovčí und Luhy im Süden, Dolní Hbity im Südwesten, Jelence und Buda im Westen sowie Pánkovka, Holanka, Višňová, Chaloupky, Ouběnice und Hora im Nordwesten.

## Geschichte
Archäologische Funde belegen eine frühzeitliche Besiedlung des Gemeindegebietes. Bei Obory wurde eine Begräbnisstätte der Knovízer Kultur entdeckt, die in die Zeit zwischen 1000 und 800 v. Chr. datiert wird. 
Die erste schriftliche Erwähnung von Wobory und Wápenici erfolgte 1572 in einer für Pavel Korka von Korkin gefertigten Beschreibung der Herrschaft Dobřisch. Am 14. Juni 1630 verkaufte die Böhmische Kammer die Herrschaft Dobřisch mit dem angeschlossenen Gut Heiligfeld mit Ausschluss der Jagd auf Rot- und Schwarzwild erblich an den Oberstjäger der Königreiches Böhmen, Bruno von Mansfeld und Heldrungen.  Nachfolgender Besitzer war ab 1644 Franz Maximilian von Mansfeld. Eine weitere Erwähnung von Wobory erfolgte erst wieder 1653 in der berní rula des Podbrder Kreises. Zum Podbrder Kreis gehörte das Dorf bis 1714, danach wurde es Teil des Berauner Kreises. 
Nachdem 1780 mit dem Tode von Joseph Wenzel von Mansfeld das Geschlecht im Mannesstamme erloschen war, erbte dessen Schwester Maria Isabella die Herrschaft Dobřisch. Es erfolgte die Namens- und Wappenvereinigung mit der Familie ihres Ehemannes Franz de Paula Gundaker von Colloredo-Waldsee-Mels zum Geschlecht Colloredo-Mannsfeld. Nach Maria Isabellas Tod im Jahre 1794 erbte ihr Sohn Rudolph Joseph II. die Güter. Nach dem Tode des kinderlosen Rudolf Joseph II. von Colloredo-Mannsfeld fiel die Herrschaft 1844 dessen Neffen Franz de Paula Gundaccar II. von Colloredo-Mannsfeld zu.
Im Jahre 1846 bestand das Dorf Wobor bzw. Wobory aus 37 Häusern mit 326 Einwohnern. Im Ort gab es eine Mühle. Abseits lagen zwei weitere Mühlen, zu einer gehörte eine Ölstampfe. Pfarrort war Werměřitz. Bis zur Mitte des 19. Jahrhunderts blieb Wobor der Herrschaft Dobřisch untertänig.
Nach der Aufhebung der Patrimonialherrschaften bildete Obory / Wobor ab 1850 einen Ortsteil der Gemeinde Nečín im Gerichtsbezirk Dobříš. Am 20. Mai 1866 beschlossen die Gemeindevertreter von Obory und Jablonce den Bau einer gemeinsamen Schule für beide Dorfer in Obory, in der bereits am  26. November desselben Jahres der Unterricht für 47 Kinder aufgenommen wurde. Ab 1868 gehörte das Dorf zum Bezirk Příbram. Im darauf folgenden Jahr lösten sich Obory und Vápenice von Nečín los und bildeten die Gemeinde Obory, die dem Gerichtsbezirk Příbram zugeordnet wurde. Das Schulhaus, heute Haus Nr. 54, erwies sich bald als zu klein; im Schuljahr 1875/76 waren in Obory bereits 176 Kinder, von denen einige auch aus Nečín kamen, eingeschult. Am 6. Juli 1890 erfolgte die Gründung der Freiwilligen Feuerwehr in Obory. 1894 wurde das neue Schulhaus eingeweiht. Im Jahre 1932 hatte Obory (mit Vápenice) 481 Einwohner. Nach der Schließung der Schule dient das neue Schulhaus als Sitz des Gemeindeamtes.

## Gemeindegliederung
Die Gemeinde Obory besteht aus den Ortsteilen Obory (Wobor) und Vápenice (Wapenitz). Zu Obory gehören außerdem die Ansiedlung Pánkovka und die Einschicht Na Závisti. 

## Sehenswürdigkeiten
- Kapelle auf dem Dorfplatz von Obory, sie wurde am 21. Mai 1923 geweiht
- Wegkreuz am Abzweig nach Nečín

## Söhne und Töchter der Gemeinde
- Josef Balabán (1894–1941), tschechoslowakischer Legionär, Mitglied der Widerstandsgruppen Obrana národa und Tři králové